# Fredrik Wehtje
Karl Fredrik Wehtje, född 20 oktober 1904 i Limhamn, död 11 mars 1993 i Lidköping, var en svensk industriman och vd för Rörstrands porslinsfabrik. 
Wehtje studerade keramik i Sverige, Tyskland och Finland och avlade keramisk ingenjörsexamen 1929. Han var anställd vid Arabia 1930–1931 och utsågs 1932 till vd för Rörstrands som ägdes av familjen Wehtje. Fredrik Wehtje verkade för att anställa konstnärer vid Rörstrand och uttalade "Att ha en porslinsfabrik utan konstnärer är som att ha en verkstad utan konstruktionsavdelning." Wehtje byggde upp den moderna fabriken under 1930-talet.
Wehtje var son till Ernst Wehtje och bror till Ernst Wehtje j:r och Walter Wehtje.